# Parafia Opieki Matki Bożej Bolesnej w Nowym Mieście nad Pilicą
Parafia Opieki Matki Bożej Bolesnej w Nowym Mieście nad Pilicą – rzymskokatolicka parafia w Nowym Mieście nad Pilicą. Należy do dekanatu Nowe Miasto nad Pilicą diecezji łowickiej. Erygowana w 1775. Mieści się przy ulicy Targowej.

## Lista proboszczów
| Proboszcz                    | Lata urzędowania |
| ---------------------------- | ---------------- |
| ks. Józef Lipi               | 1779             |
| ks. Adam Pstrągowski         | 1780             |
| o. Florian                   |                  |
| o. Aidanus                   |                  |
| ks. Julian Wadreński         | 1798             |
| o. Adalbertus                |                  |
| o. Karol                     |                  |
| ks. Jan Padębski             |                  |
| o. Fidelis                   |                  |
| o. Dominik                   |                  |
| o. Apolinary                 |                  |
| ks. Feliks Józef Usztarowski |                  |
| ks. Karol Blumenau           | 1815–1836        |
| ks. Szymon Szumowski         | 1836–1837        |
| o. Remedi                    | 1837–1838        |
| ks. Tadeusz Śliwowski        | 1838–1850        |
| o. Krystian                  | 1850–1851        |
| ks. Franciszek Lipiński      | 1851–1887        |
| ks. Władysław Krombach       | 1887–1889        |
| ks. Józef Żmijewski          | 1889–1898        |
| ks. Balukiewicz              | 1898             |
| ks. M. Siewruk               | 1898–1906        |
| ks. A. Łukaszewski           | 1906             |
| ks. J. Krajewski             | 1906–1910        |
| ks. Stanisław Zembrzuski     | 1910–1927        |
| ks. Władysław Skrzeszewski   | 1927–1934        |
| ks. Zygmunt Siedlecki        | 1934–1946        |
| ks. Stefan Jaskłowski        | 1946–1955        |
| ks. Paweł Kapelowski         | 1956–1960        |
| ks. Stanisław Pancer         | 1960–1965        |
| ks. mgr Stanisław Lewarski   | 1965–1974        |
| ks. Konstanty Rosiński       | 1974–1985        |
| ks. Zbigniew Szysz           | 1985–1990        |
| ks. Jerzy Czarnota           | 1990–1992        |
| o. Gerard Iwanicki           | 1992–1996        |
| ks. prał. dr Stanisław Lech  | 1996–2010        |
| ks. Jan Widera               | 2010–2018        |
| ks. Mariusz Zembrzuski       | od 2018          |